# Caesalpinia

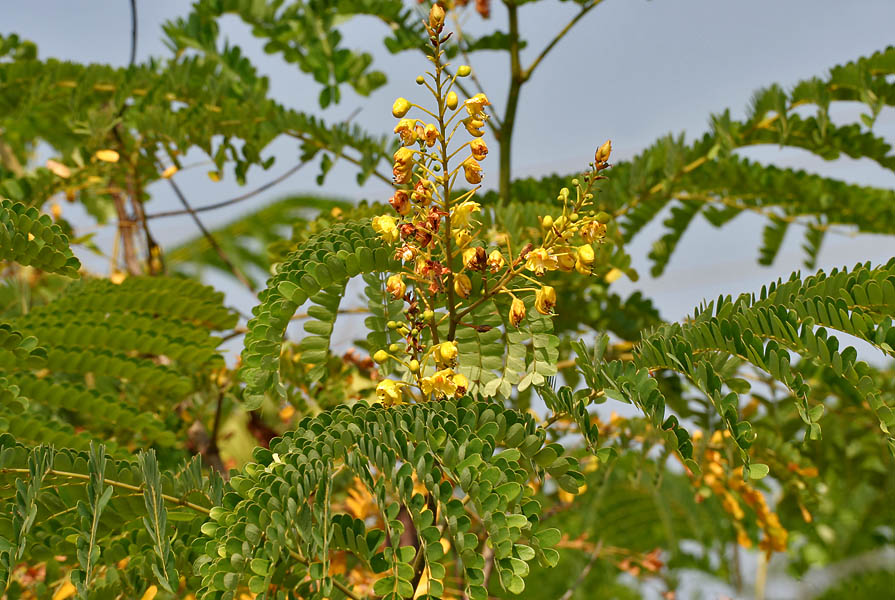
Caesalpinia sappan

Caesalpinia és un gènere de plantes amb flors dins la família de les fabàcies. El nombre de les espècies que el formen és controvertit i oscil·la entre les 70 i les 165 espècies, depenent en gran manera de la inclusió o no de gèneres com el de Hoffmannseggia. El gènere Caesalpinia conté plantes llenyses tropicals o subtropicals. El gènere rep el nom d'Andrea Cesalpino (1519-1603).

## Algunes espècies
- Caesalpinia bonduc (L.) Roxb. – Grey Nicker (Pantropical)
- Caesalpinia brachycarpa (Gray) Fisher – Broadpad nicker
- Caesalpinia calycina Benth.
- Caesalpinia cassioides Willd.
- Caesalpinia caudata (Gray) Fisher – Tailed nicker
- Caesalpinia ciliata Bergius ex. Wikstr. – Broadpad nicker
- Caesalpinia conzattii (Rose) Standl.
- Caesalpinia coriaria (Jacq.) Willd. – Divi-divi
- Caesalpinia crista (L.) – Gray nicker
- Caesalpinia culebrae (Britt & Wilson) – Smooth yellow nicker
- Caesalpinia decapetala (Roth) Alston – Mysore Thorn (Índia)
- Caesalpinia drepanocarpa (Gray) – Sicklepod holdback
- Caesalpinia drummondii (Torr & Gray) – Dwarf Nicker
- Caesalpinia echinata Lam. – Brazilwood (Brazil)
- Caesalpinia ferrea Mart. ex Tul. - Brazilian Ironwood, Leopard Tree
- Caesalpinia gilliesii (Wallich ex Hook.) D.Dietr. – Bird of Paradise
- Caesalpinia hildebrandtii (Vatke) Baill.
- Caesalpinia jamesii (Torr & Gray) – James' holdback
- Caesalpinia kavaiensis H.Mann – Uhiuhi (Hawaii)
- Caesalpinia lutea – Yellow Peacock
- Caesalpinia major (Medik.) Dandy & Exell – Yellow Nicker (Pantropical)
- Caesalpinia mexicana A.Gray – Mexican Holdback (sud de Texas, Mèxic)
- Caesalpinia merxmeullerana A.Schreib. (Namibia)
- Caesalpinia monensis (Britt) – Black nicker
- Caesalpinia nhatrangense J.E.Vidal (Vietnam)
- Caesalpinia pannosa Brandegee
- Caesalpinia paraguariensis (D.Parodi) Burkart – Ibirá-Berá, Guayacaú Negro, Argentinian Brown Ebony (Argentina, Bolivia, Brazil, Paraguay)
- Caesalpinia parryi (Fisher) – Parry's holdback
- Caesalpinia pauciflora (Griseb.) – Fewflower holdback
- Caesalpinia peninsularis (Britt) – Peninsular holdback
- Caesalpinia phyllanthoides (Standl.) – Wait-a-bit vine
- Caesalpinia platyloba S.Watson
- Caesalpinia pluviosa DC. – False Brazilwood
  - Caesalpinia pluviosa var. cabraliana G.P.Lewis
  - Caesalpinia pluviosa var. intermedia G.P.Lewis
  - Caesalpinia pluviosa var. paraensis (Ducke) G.P.Lewis
  - Caesalpinia pluviosa var. peltophoroides (Benth.) G.P.Lewis
  - Caesalpinia pluviosa var. pluviosa
  - Caesalpinia pluviosa var. sanfranciscana G.P.Lewis
- Caesalpinia portoricensis (Britt & Wilson) – Brown nicker
- Caesalpinia pulcherrima (L.) Sw. – Pride of Barbados
- Caesalpinia punctata Willd. – Quebrahacha, Kibrahacha in Aruba
- Caesalpinia repens (Eastw.) – Creeping nicker
- Caesalpinia reticulata
- Caesalpinia sappan L. – Sappanwood (Southeast Asia, Malay Archipelago)
- Caesalpinia spinosa (Molina) Kuntze – Tara (Perú)
- Caesalpinia vesicaria L.
- Caesalpinia violacea (Mill.) Standl.
- Caesalpinia virgata (Fisher) – Wand holdback
- Caesalpinia wootonii (Britt.) – Wooton's holdback[4][5][6]

### Abans ubicats dins aquest gènere
| - Balsamocarpon brevifolium Clos (com C. brevifolia (Clos) Benth.) - Conzattia multiflora (B.L.Rob.) Standl. (com C. multiflora B.L.Rob.) - Haematoxylum dinteri (Harms) Harms (com C. dinteri Harms) - Hoffmannseggia drummondii Torr. & A.Gray (com C. drummondii (Torr. & A.Gray) Fisher) - Hoffmannseggia microphylla Torr. (com C. virgata Fisher) - Hoffmannseggia repens (Eastw.) Cockerell (com C. repens Eastw.) - Hoffmannseggia viscosa (Ruiz & Pav.) Hook. & Arn. (as C. viscosa (Ruiz & Pav.) Fisher) - Moullava spicata (Dalzell) Nicolson (com C. spicata Dalzell) | - Parkinsonia praecox subsp. praecox (com C. praecox Ruiz & Pav.) - Peltophorum acutifolium (J.R.Johnst.) J. R. Johnst. (as C. acutifolia J.R.Johnst.) - Peltophorum dasyrhachis (Miq.) Kurz (as C. dasyrhachis Miq.) - Peltophorum dubium (Spreng.) Taub. (as C. dubia Spreng.) - Peltophorum pterocarpum (DC.) Backer ex K. Heyne (as C. ferruginea Decne. and C. inermis Roxb.) - Pomaria rubicunda (Vogel) B.B.Simpson & G.P.Lewis (as C. rubicunda (Vogel) Benth.) - Stahlia monosperma (Tul.) Urb. (com C. monosperma Tul.) |

## Usos
Algunes espècies són plantes ornamentals. C. echinata és la font d'un tint important que es fa servir en la fusta dels arcs dels violins. Guayacaú Negro (C. paraguariensis) es fa servir per la seva fusta.
Caesalpinia pluviosa s'investiga contra la malària.